# Silvio d'Ascia
Silvio d'Ascia (Napoli, 17 gennaio 1969) è un architetto italiano che vive e lavora a Parigi dal 1993.

## Biografia
Vive e lavora a Parigi dall'agosto del 1993.  Ha fondato il suo studio nel 2001 dopo un periodo di lavoro in associazione dal 1993 al 2000 con AREP.
La sua attività progettuale a scala internazionale (Francia, Italia e Cina), forte della sua formazione umanistica italiana, è profondamente legata ad un'esplicita riflessione sulle nuove forme di urbanità della città del terzo millennio, moderni poli di sviluppo e d'identificazione della società contemporanea spesso all'interno di contesti storici: poli di scambio, poli residenziali misti, poli culturali integrati, containers polifunzionali, villages commerciali.
A Napoli, nella sua città, la ricerca creativa oggetto d'interesse con una serie di conferenze tra cui quella degli 
N-Poli per Napoli a cura dell'ACEN nel 2007, ha avuto modo di tradursi in una serie di occasioni concrete di sperimentazione progettuale: la stazione di Montesanto (inaugurata nel 2008) con, a seguire, la proposta per la trasformazione in Polo Universitario del sovrastante complesso della Santissima Trinità delle Monache direttamente connesso (2005-07), la stazione di Torregaveta (2005-10), il nuovo Polo Universitario di Agraria e CNR ad Ercolano (2006-10, in cantiere), un nuovo Polo Commerciale Geco (2005-09) in via Arenaccia sostituitosi ad un palazzo della SIP, il complesso polifunzionale detto Porta del Parco nell'ex-area industriale Italsider a Bagnoli (2007-10) e un piano urbanistico di un eco-quartiere residenziale misto con attrezzature e servizi nell'area orientale. La Porta del Parco ha ricevuto l'International Galvanizing Award il 12 giugno 2012 a Parigi.
Parallelamente alla sua attività napoletana, in associazione con AREP, ha partecipato con successo ad una serie di concorsi internazionali di grande prestigio in Europa ed in Cina.
In Italia, il progetto del nuovo Palazzo dei Congressi di Roma-EUR è risultato secondo classificato nel 2000, mentre il progetto per la nuova stazione RFI dell'alta velocità di Torino Porta Susa, con una torre di servizi, è risultato vincitore nel 2002 ed è in corso di realizzazione. Da segnalare anche la partecipazione al concorso RFI ad inviti per la nuova area urbana della stazione di Bologna Centrale in associazione con Jean Nouvel ed AREP (2008), ed il concorso Mariner per l'ex-garage Traversi a Milano (2009).
In Cina, una serie di concorsi vinti ed in corso di realizzazione di moderni complessi di edifici per la Finanza, noti come D.P.C. (Data Processing Center Building complexe), poli tecnologici ad alta tecnologia per grandi compagnie d'affari che costruiscono i propri centri d'affari dai 75.000 ai 100.000 m² di superficie utile su singoli lotti di circa 8-10 ettari ciascuno. Sempre in Cina altri concorsi per due grandi complessi ospedalieri a Pechino (lo Xie-He Hospital, concorso vinto nel 2006 ed in cantiere) e per lo Shanghai East Hospital a Pudong (progetto del 2008).
In Francia, Silvio d'Ascia si sta occupando di due progetti di grande interesse: il progetto di restauro ed estensione della celebre Fondazione Maeght a Saint-Paul-de-Vence di Josep Lluis Sert ed il progetto per lo Charles de Gaulle Airport Express in associazione con il Gruppo Vinci, con la sistemazione di due nuovi terminali del servizio ferroviario nella storica Gare de l'Est parigina e nell'aeroporto CdG à Roissy.
Da segnalare anche la recente partecipazione al concorso per il progetto del Green Center di Chaumont con la società di promozione immobiliare francese Frey (progetto finalista).
Alcuni progetti sono stati già presentati in numerose riviste specializzate ed esposizioni in Italia ed all'estero (Biennale di Venezia) e una biografia, edita dalla CLEAN, è di prossima uscita.